# Нижняя Мулянка
Мулянка или Нижняя Мулянка (в верхнем течении — Бурьма, Бурма) — малая река в Пермском районе Пермского края, левый приток Камы.

## География
Длина реки — 44 км, площадь бассейна — 272 км². Впадает в Каму на расстоянии 653 км от её устья. Крупнейшие притоки:
- Сарабаиха — правый приток, длина 19 км, впадает в Нижнюю Мулянку в 19 км от устья.
- Большая Усолка — правый приток, длина 14 км, в 24 км от устья.
- Юрчим — правый приток, длина 12 км, в 4,8 км от устья[3].

## История
Неподалёку от Перми на левом берегу реки Нижняя Мулянка на Гляденовской горе находится Гляденовское костище — памятник гляденовской культуры железного века.
В отличие от большинства рек края, топонимика которых считается пермско-финно-угорской, названия рек Верхняя Мулянка и Нижняя Мулянка происходят от персидского слова «мулла». Исследователи истории Пермского края связывают это с татарским князем Маметкулом, который поселился в этой местности до или во время царствования Ивана Грозного и был имамом или муллой. Его старший сын, Урак-бей Маметкулов, жил на Верхней Мулянке, а младший, Ирак-бей Сюндюк-бей Маметкулов — на Нижней Мулянке. Отсюда и произошли названия этих рек, а также расположенных на них сёл Верхние Муллы и Нижние Муллы, соответственно. Более древние названия этих рек не сохранились.
В 1570 году святой Трифон Вятский поселился на берегу реки и проповедовал христианство среди остяков (ханты) и вогулов (манси).